# Mondariz
Mondariz là một đô thị trong tỉnh Pontevedra, Galicia, Tây Ban Nha.
42°14′B 8°27′T / 42,233°B 8,45°T